# Grand Prix moto de France 1959
Le Grand Prix moto de France 1959 est la première manche du Championnat du monde de vitesse moto 1959. La compétition s'est déroulée le 16 au 17 mai 1959 sur le Circuit de Charade à Clermont-Ferrand. C'est la 27e édition du Grand Prix moto de France et la 5e édition comptant pour le championnat du monde.
Parmi les participants de ce Grand Prix figurent 2 futurs pilotes de Formule 1 : Guy Ligier (13° en 500), et Jo Siffert, passager du sidecar de Edgar Strub (3°).

## Résultats des 500 cm³
| Pos | Pilote             | Moto      | Temps/Écart     | Points |
| --- | ------------------ | --------- | --------------- | ------ |
| 1   | John Surtees       | MV Agusta | 1 h 40 min 22 s | 8      |
| 2   | Remo Venturi       | MV Agusta | +1 min 30 s 8   | 6      |
| 3   | Gary Hocking       | Norton    | +2 min 16 s 1   | 4      |
| 4   | Dickie Dale        | BMW       | +2 min 34 s 2   | 3      |
| 5   | Terry Shepherd     | Norton    | +2 min 51 s 1   | 2      |
| 6   | Paddy Driver       | Norton    | +3 min 10 s 9   | 1      |
| 7   | Tom Phillis        | Norton    | +3 min 17 s 8   |        |
| 8   | Bob Anderson       | Norton    | +1 tour         |        |
| 9   | Bob Brown          | Norton    | +1 tour         |        |
| 10  | Ralph Rensen       | Norton    | +1 tour         |        |
| 11  | Hans-Günther Jäger | BMW       | +1 tour         |        |
| 12  | Jacques Collot     | Norton    | +1 tour         |        |
| 13  | Guy Ligier         | Norton    | +2 tours        |        |
| 14  | Charly Maubert     | Norton    | +2 tours        |        |
| 15  | Maurice De Polo    | Norton    | +3 tours        |        |
| 16  | Albert Montagne    | Norton    | +4 tours        |        |
| 17  | John Hempleman     | Norton    |                 |        |
| 18  | ...                | ...       |                 |        |

## Résultats des 350 cm³
| Pos | Pilote            | Moto      | Temps           | Points |
| --- | ----------------- | --------- | --------------- | ------ |
| 1   | John Surtees      | MV Agusta | 1 h 17 min 46 s | 8      |
| 2   | Gary Hocking      | Norton    | +1 min 07 s 4   | 6      |
| 3   | John Hartle       | MV Agusta | +2 min 29 s 0   | 4      |
| 4   | Bob Anderson      | Norton    | +2 min 33 s 2   | 3      |
| 5   | Paddy Driver      | Norton    | +2 min 39 s 8   | 2      |
| 6   | Terry Shepherd    | Norton    | +2 min 42 s 8   | 1      |
| 7   | Tom Phillis       | Norton    | +3 min 53 s 9   |        |
| 8   | Bob Brown         | Norton    | +3 min 53 s 9   |        |
| 9   | John Hempleman    | Norton    | +1 tour         |        |
| 10  | Ralph Rensen      | Norton    | +1 tour         |        |
| 11  | Robin Fitton      | Norton    | +1 tour         |        |
| 12  | Jacques Collot    | Norton    | +2 tours        |        |
| 13  | Jacques Insermini | Norton    | +2 tours        |        |
| 14  | Jean-Pierre Bayle | Norton    | +2 tours        |        |
| 15  | Maurice De Polo   | Norton    | +2 tours        |        |
| 16  | Hochwallner       | ?         | +2 tours        |        |
| 17  | Roger Montagne    | Norton    | +3 tours        |        |
| 18  | Barone            | ?         | +8 tours        |        |
| 19  | ...               | ...       |                 |        |

## Résultats des Sidecars
| Pos | Pilote             | Passager          | Moto   | Temps             | Points |
| --- | ------------------ | ----------------- | ------ | ----------------- | ------ |
| 1   | Fritz Scheidegger  | Horst Burkhardt   | BMW    | 1 h 00 min 36 s 5 | 8      |
| 2   | Walter Schneider   | Hans Strauß       | BMW    | +1 min 04 s 0     | 6      |
| 3   | Edgar Strub        | Jo Siffert        | BMW    | +2 min 43 s 4     | 4      |
| 4   | Helmut Fath        | Alfred Wohlgemuth | BMW    | +3 min 16 s 3     | 3      |
| 5   | Jo Rogliardo       | Marcel Godillot   | BMW    | +3 min 33 s 0     | 2      |
| 6   | Alwin Ritter       | Peter Joss        | BMW    | +3 min 51 s 4     | 1      |
| 7   | Loni Neußner       | Edwin Blauth      | BMW    | +4 min 00 s 7     |        |
| 8   | Arsenius Butscher  | Alfred Schmidt    | BMW    | +4 min 01 s 3     |        |
| 9   | Joseph Duhem       | Robert Burtin     | BMW    | +4 min 25 s 4     |        |
| 10  | Otto Kölle         | Reiner Kamm       | BMW    | +1 tour           |        |
| 11  | Bill Beevers       | John Chisnell     | BMW    | +1 tour           |        |
| 12  | Marcel Beauvais    | ?                 | ?      | +1 tour           |        |
| 13  | Claude Lambert     | ?                 | ?      | +1 tour           |        |
| 14  | Jules Verd         | ?                 | Norton | +2 tours          |        |
| 15  | François Moulin    | Jacky Roche       | Norton | +2 tours          |        |
| 16  | Escoubas           | ?                 | ?      | +2 tours          |        |
| 17  | Harmen van der Wal | J. van Gelder     | Norton | +3 tours          |        |
| 18  | Biancotto          | ?                 | ?      | +3 tours          |        |
| 8   | ...                | ...               | ...    |                   |        |